# شهران (رودبار)
شهران یک روستا در ایران است که در بخش رحمت‌آباد و بلوکات شهرستان رودبار در استان گیلان واقع شده‌است.

## جمعیت
این روستا در دهستان رحمت‌آباد قرار دارد و براساس سرشماری مرکز آمار ایران در سال ۱۳۸۵، جمعیت آن ۳۴۳ نفر (۹۴خانوار) بوده‌است.